# بول أيدوو
بول أيدوو (بالإنجليزية: Paul Aidoo)‏ (30 نوفمبر 1991 بسيكوندي تاكورادي في غانا - ) هو لاعب كرة قدم غاني في مركز الوسط. لعب مع نادي بيريكوم تشيلسي وBerekum Arsenal F.C. ‏ وİstanbul Güngörenspor ‏.

## وصلات خارجية
- بول أيدوو على موقع اتحاد تركيا (لاعب) (الإنجليزية)
- بول أيدوو على موقع قاعدة بيانات كرة القدم.إي يو (الإنجليزية)
- بول أيدوو على موقع Soccerway.com (الإنجليزية)